# Chloropetalia selysi
Chloropetalia selysi is een echte libel (Anisoptera) uit de familie van de Chlorogomphidae.
De soort staat op de Rode Lijst van de IUCN als kwetsbaar, beoordelingsjaar 2007.
De wetenschappelijke naam van de soort werd in 1929 als Chlorogomphus selysi gepubliceerd door Fraser.